# Ward Lake
Ward Lake är en sjö i Antarktis. Den ligger i Östantarktis. Nya Zeeland gör anspråk på området. Ward Lake ligger 628 meter över havet.